# 第3回全日本実業団対抗駅伝競走大会
第3回全日本実業団対抗駅伝競走大会（だい3かいぜんにほんじつぎょうだんたいこうえきでんきょうそうたいかい）は1959年3月1日に三重県で開催された全日本実業団対抗駅伝競走大会である。

## 概要
伊勢市の伊勢神宮豊受大神宮（外宮）前を午前11時に出発し、二見・鳥羽・磯部を経て賢島で折り返す、7区間計83.5 kmで争われた。当時はまだ舗装されていない道で行われていたため、レースは雨の影響によりコースが泥だらけの中行われた。4区まではリッカーミシンと八幡製鐵による首位争いが続いたが、5区でリッカーミシンが抜け出すとそのままゴールした。リッカーミシンは大会新記録（2秒更新）を出すとともに大会史上初の連覇を達成した。村社講平は、「この悪条件下で大会新記録が出たことは、実業団チームの底力が予想以上に強大であることを裏付けるもの」と評した。
閉会式は午後5時から伊勢会館で開かれ、大会名誉会長の黒田龍馬（毎日新聞中部本社）が優勝旗を授与した。

## 出場チーム
- 大阪ガス（3大会連続3回目）
- 大阪府警（初出場）
- 倉敷レーヨン（3大会連続3回目）
- 神戸製鋼（3大会連続3回目）
- 神鋼電機（初出場）
- 新三菱重工（初出場）
- 中央発條（3大会連続3回目）
- 帝国産業（初出場）
- 電電近畿（3大会連続3回目）
- 東洋ベアリング（3大会連続3回目）
- 日紡大阪（3大会連続3回目）
- 富士製鐵（3大会連続3回目）
- 八幡製鐵（3大会連続3回目）
- リッカーミシン（2大会連続2回目）

## 成績
- 1位　リッカーミシン　4時間27分56秒（大会新）[1]
- 2位　八幡製鐵　4時間30分57秒[1]
- 3位　東洋ベアリング　4時間36分14秒[1]
- 4位　中央発條　4時間36分44秒[1]
- 5位　倉敷レーヨン　4時間38分34秒[1]
- 6位　富士製鐵　4時間41分42秒[1]
- 7位　大阪府警[1]　4時間45分23秒
- 8位　大阪ガス[1]　4時間46分25秒
- 9位　帝国産業[1]　4時間48分8秒
- 10位　新三菱重工[1]　4時間53分48秒
- 11位　日紡大阪
- 12位　大日本紡績
- 13位　電電近畿
- 14位　神鋼電機

## 区間賞
※は区間記録更新
- 1区（16.1km）　西村良三（リッカーミシン）50分55秒※
- 2区（15.65km）　山内二郎（八幡製鐵）49分19秒
- 3区（10km）　杉浦一弘（中央発條）32分20秒※
- 4区（10km）　相良豊（リッカーミシン）32分44秒※
- 5区（15.65km）　内川義高（リッカーミシン）50分35秒※
- 6区（8.05km）　桜谷嘉彦（リッカーミシン）25分24秒
- 7区（8.05km）　杉崎隆志（リッカーミシン）25分30秒